# Григорій Дорошенко
Григорій Дорошенко (?, Чигирин — 1684) — український військовий та політичний діяч часів Руїни, наказний гетьман 1668 року.

## Життєпис
Проходив з відомої козацької родини. Народився у Чигирині (нині Черкаська область, Україна). Син Дорофія Дорошенка, наказного гетьмана 1633 року.
Брав участь у політичних та військових подіях 1650-х років. У вересні 1660 року в складі українського посольства виїхав до Москви, де внаслідок переходу гетьмана Юрія Хмельницького на бік Речі Посполитої Григорія Дорошенка було заарештовано.
З ув'язнення вернувся в Україну восени 1667 року. Став вірним соратником і порадником Петра Дорошенка. На початку 1668 року вів перемовини з московським урядом, у травні — липні як наказний гетьман Правобережної України воював з підрозділами Речі Посполитої на Поділлі, восени — з московськими на Лівобережній Україні (очолював козацьке військо у переможних битвах під Гайвороном і Конотопом). Того ж року призначається брацлавським полковником. На цій посаді зіграв важливу роль у розгромі претендентів на булаву Петра Суховієнка та Михайла Ханенка у 1669 році, зокрема, в здобутті перемоги 29 жовтня у битві під Стеблевом.
Протягом серпня — жовтня 1671 року Григорій Дорошенко очолював опір козацьких сотень й населення Брацлавщини наступові війська Речі Посполитої. 8 липня 1672 року заманив полки Речі Посполитої на Батозьке поле, де гетьман Петро Дорошенко завдав їм нищівної поразки. Разом із гетьманом брав участь у поході до міста Кам'янця (нині Кам'янець-Подільський) та Львова. В бою 2 березня 1674 року під містечком Лисянка з військовими підрозділами гетьмана Івана Самойловича та москалів зазнав поразки й потрапив у полон. Його заслали у Сибір, а у березні 1677 року за клопотанням Петра Дорошенка звільнили.
Після цього Григорій Дорошенко оселився у містечку Сосниця. Внаслідок конфлікту з гетьманом Іваном Самойловичем 1684 року Дорошенка було заарештовано. За невідомих обставин цього року він помер. Похований у Чернігівському Єлецькому Свято-Успенському монастирі.

## Вшанування пам'яті
2013 року при підтримці Музею гетьманства був створений «Гетьманський фонд Петра Дорошенка». Фонд здійснює дослідження діяльності гетьманів України Михайла та Петра Дорошенків, поширення інформації про них, дослідження родоводу Дорошенків.